# Calan (Morbihan)
Calan település Franciaországban, Morbihan megyében. Lakosainak száma 1267 fő (2022. január 1.). Calan Plouay, Lanvaudan, Inzinzac-Lochrist és Cléguer községekkel határos.

## Népesség
A település népességének változása:
| Lakosok száma | 453  | 487  | 636  | 791  | 1087 | 1152 | 1206 | 1233 | 1247 | 1267 |
|               | 1968 | 1982 | 1990 | 2006 | 2013 | 2015 | 2017 | 2019 | 2020 | 2022 |